# Törpe cirbolya
A törpe cirbolyafenyő (Pinus pumila) a tűnyalábos fenyők (Pinus) nemzetségében a selyemfenyők Strobus alnemzetségének egyik faja.

## Elterjedése, élőhelye
Az északi flórabirodalom (Holarktisz) kelet-ázsiai flóraterületén honos Kelet-Szibériában és Oroszország távol-keleti részén (ide értve Kamcsatkát is; Japán északi szigetein foltokban fordul elő.

## Megjelenése, felépítése
Bokor, legfeljebb kis fa.
7–10 cm-es, lágy, selymes tapintású tűlevelei ötösével állnak. Kívül fénylő zöldek, viaszos belső oldaluk szürkés- vagy kékeszöld.
Porzós virágai sötétvörösek. Csoportosan álló tobozai eleinte liláskékek, éretten világosbarnák.

## Életmódja, termőhelye
A csapadékos, párás, hűvös környezetet kedveli, egyebekben a havasi törpefenyőhöz (Pinus mugo) hasonló igényű faj. Teljesen télálló.

## Felhasználása
Nyugat-Európában kedvelt kerti dísznövény.
Kertészeti változatok:

### 'Glauca'
Erős ágai kevéssé felállók; inkább oldalra törnek. Nevét szürkéskék lombjáról kapta.

### 'Dwarf Blue'
Alacsony cserje; többnyire szélesebb, mint amilyen magas. Lombja erőteljesen kékesszürke.